# Ipanema (Minas Gerais)
Ipanema é um município brasileiro no interior do estado de Minas Gerais, Região Sudeste do país. Localiza-se no Vale do Rio Doce e está situado a cerca de 360 km a leste da capital do estado. Ocupa uma área de 456,641 km², sendo que 2,6 km² estão em perímetro urbano, e sua população em 2022 era de 19 522 habitantes.
A sede tem uma temperatura média anual de 21,1 °C e na vegetação original do município predomina a Mata Atlântica. Com 78% da população vivendo na zona urbana, Ipanema contava, em 2009, com 13 estabelecimentos de saúde. O seu Índice de Desenvolvimento Humano (IDH) é de 0,693, classificado como médio em relação à média nacional.
O desbravamento da região ocorreu no decorrer do século XIX, tendo os primeiros habitantes se afixado atraídos pelas terras férteis e propícias à agricultura, formando-se então um povoamento. Em 1880, foi criado o distrito, subordinado a Caratinga, que foi emancipado em 1911 e instalado em 7 de setembro de 1912. Ao longo do século XX, a agricultura cedeu espaço à pecuária e ao setor de prestação de serviços na participação econômica municipal.
O artesanato e a presença de grupos musicais, teatrais e de dança configuram-se como algumas das principais manifestações culturais, juntamente com os eventos festivos tais como o Carnaval, as comemorações do aniversário da cidade e as celebrações tradicionais religiosas da Semana Santa e Corpus Christi. O turismo rural também se faz presente em Ipanema, com fazendas, trilhas e cachoeiras e propriedades rurais e escaladas e saltos em voo livre na Serra da Pipoca.

## História
A área onde hoje está situado o município de Ipanema era ocupada originalmente pelos índios Aimorés. O primeiro forasteiro a adentrar a região teria sido José Pedro de Alcântara, por volta da década de 1840. Às margens de um rio, em uma figueira, encontrou-se mais tarde talhada a descrição "Até aqui chegou José Pedro". Na mesma ocasião, esteve presente Manoel Francisco de Paula Cunha, após este ter abandonado seu cargo na Guarda Nacional, refugiando-se da Guerra de Santa Luzia. Bernardes Leão apossou-se de terras na localidade em 1851, disputando território com os índios, assim como Antônio José da Costa, que apoderou-se de um terreno de 5 hectares onde cultivou café e árvores frutíferas.
O estabelecimento dos primeiros habitantes serviu como pretexto para a vinda de novos residentes, que encontravam recursos aptos à economia baseada na agricultura e na pecuária, culminando na formação de um povoamento, denominado Rio José Pedro, em honra à figueira talhada descrita acima. O vigário de Vermelho Novo, padre Maximiniamo, celebrou a primeira missa da localidade em 1872 e no ano seguinte foi construída a primeira capela, a mando do padre Sócrates Colare. Dado o desenvolvimento, pela lei provincial nº 2.657, de 4 de novembro de 1880, foi criado o distrito, denominado Santo Antônio do Rio José Pedro e subordinado a Caratinga. Pelo decreto estadual nº 418, de 11 de março de 1891, o mesmo foi transferido para Manhuaçu. A lei estadual nº 556, de 30 de agosto de 1911, no entanto, decretou a promoção à categoria de vila e então sua emancipação, instalando-se em 7 de setembro de 1912 com o nome de Rio José Pedro.
O novo município sofreu uma série de alterações em sua formação administrativa. Ao ser criado, fora composto por cinco distritos, além da sede: São José da Ponte Nova, São Manuel do Mutum, São Sebastião do Ocidente (já existentes e pertencentes a Manhuaçu), Barra do Manhuaçu e Pocrane (recém criados). Pela lei nº 824, de 10 de abril de 1912, foram desmembrados São Manuel e São Sebastião do Ocidente para formar o município de São Manuel do Mutum (atual Mutum). Pela lei estadual nº 590, de 3 de setembro do mesmo ano, foi adquirido de Manhuaçu o distrito de Passagem do Manhuaçu e pela lei estadual nº 665, de 23 de agosto de 1916, foi criado o distrito de Lajinha do Chalé. Rio José Pedro passou a denominar-se simplesmente José Pedro e o distrito de São José da Ponte Nova recebeu o nome de Tuparuba pela lei estadual nº 843, de 7 de setembro de 1923. Mediante a lei estadual nº 1.035, de 20 de setembro de 1928, o município recebeu a denominação de Ipanema.
Pela lei estadual nº 1.128, de 19 de outubro de 1929, o distrito de Lajinha do Chalé recebeu o nome de Lajinha e São Domingos do Rio José Pedro passa a denominar-se Chalé, sendo ambos desmembrados para constituir o município de Lajinha pelo decreto-lei estadual nº 148, de 17 de dezembro de 1938, mais tarde dando origem a Chalé. Pelo decreto-lei estadual nº 1.058, de 31 de dezembro de 1943, o distrito de Passagem passou a denominar-se Assaraí, sendo desmembrado, juntamente com Pocrane, para constituir o município de Pocrane pela lei nº 336, de 27 de dezembro de 1948. O mesmo decreto criou ainda o distrito de Conceição de Ipanema, emancipado pela lei nº 1.039, de 12 de dezembro de 1953. Por fim, pela lei estadual nº 12.030, de 21 de dezembro de 1995, foi emancipado o distrito de Taparuba, restando desde então apenas o distrito-sede.

## Geografia
A área do município, segundo o Instituto Brasileiro de Geografia e Estatística (IBGE), é de 456,641 km², sendo que 2,66 km² constituem a zona urbana. Situa-se a 19º48'03" de latitude sul e 41°42'47" de longitude oeste e está a uma distância de 356 quilômetros a leste da capital mineira. Seus municípios limítrofes são Inhapim, a norte; Caratinga, a leste; Simonésia, a sudoeste; Conceição de Ipanema, a sul; Taparuba, a leste; e Pocrane, a nordeste.
De acordo com a divisão regional vigente desde 2017, instituída pelo IBGE, o município pertence às Regiões Geográficas Intermediária de Juiz de Fora e Imediata de Manhuaçu. Até então, com a vigência das divisões em microrregiões e mesorregiões, fazia parte da microrregião de Aimorés, que por sua vez estava incluída na mesorregião do Vale do Rio Doce.

### Relevo, hidrografia e meio ambiente
O relevo do município de Ipanema é predominantemente ondulado. A altitude máxima encontra-se na Serra da Pipoca, que chega aos 955 metros, enquanto que a altitude mínima está no rio José Pedro, com 295 metros. Já o ponto central da cidade está a 241,64 m. A vegetação predominante é a Mata Atlântica, cujas reservas remanescentes ocupavam 5 902 hectares em 2011, ou 12,9% da área total municipal. Parte da área do município faz parte do raio de abrangência da Reserva Particular do Patrimônio Natural Feliciano Miguel Abdala, sediada em Caratinga, onde é encontrado o muriqui-do-norte, que é o maior primata da América do Sul.
O principal manancial que passa por Ipanema é o rio Manhuaçu, porém o território municipal é banhado por vários cursos hídricos de menor porte, sendo alguns deles o rio José Pedro e o córrego do Cobrador, fazendo parte da bacia do rio Doce. O rio José Pedro possui um considerável potencial hidrelétrico, comportando no município pequenas centrais hidrelétricas (PCHs). Por vezes, na estação das chuvas, os leitos que cortam o município sofrem com a elevação de seus níveis, provocando enchentes em suas margens. A cidade foi uma das mais afetadas pelas enchentes de 1979, que também atingiram vários municípios do leste mineiro banhados pelo rio Doce e seus afluentes.

### Clima
| Maiores acumulados de chuva em 24 horas registrados em Ipanema por meses | Maiores acumulados de chuva em 24 horas registrados em Ipanema por meses | Maiores acumulados de chuva em 24 horas registrados em Ipanema por meses | Maiores acumulados de chuva em 24 horas registrados em Ipanema por meses | Maiores acumulados de chuva em 24 horas registrados em Ipanema por meses | Maiores acumulados de chuva em 24 horas registrados em Ipanema por meses |
| Mês                                                                      | Acumulado                                                                | Data                                                                     | Mês                                                                      | Acumulado                                                                | Data                                                                     |
| ------------------------------------------------------------------------ | ------------------------------------------------------------------------ | ------------------------------------------------------------------------ | ------------------------------------------------------------------------ | ------------------------------------------------------------------------ | ------------------------------------------------------------------------ |
| Janeiro                                                                  | 216,4 mm                                                                 | 26/01/1979                                                               | Julho                                                                    | 54,5 mm                                                                  | 20/07/1941                                                               |
| Fevereiro                                                                | 213,2 mm                                                                 | 11/02/1981                                                               | Agosto                                                                   | 58,2 mm                                                                  | 12/08/1947                                                               |
| Março                                                                    | 126,4 mm                                                                 | 14/03/1982                                                               | Setembro                                                                 | 53 mm                                                                    | 29/09/1984                                                               |
| Abril                                                                    | 121,4 mm                                                                 | 12/04/2004                                                               | Outubro                                                                  | 109,3 mm                                                                 | 29/10/1949                                                               |
| Maio                                                                     | 84,1 mm                                                                  | 23/05/2005                                                               | Novembro                                                                 | 128,4 mm                                                                 | 12/11/1981                                                               |
| Junho                                                                    | 48,8 mm                                                                  | 13/06/2009                                                               | Dezembro                                                                 | 168,6 mm                                                                 | 15/12/2014                                                               |
| Fonte: Agência Nacional de Águas e Saneamento Básico (ANA).              |                                                                          |                                                                          |                                                                          |                                                                          |                                                                          |

O clima ipanemense é caracterizado, segundo o IBGE, como tropical sub-quente semiúmido (tipo Aw segundo Köppen), tendo temperatura média anual de 21,1 °C com invernos secos e amenos e verões chuvosos e com temperaturas elevadas. O mês mais quente, março, tem temperatura média de 23,6 °C, sendo a média máxima de 29 °C e a mínima de 18,2 °C. E o mês mais frio, julho, de 17,9 °C, sendo 24,5 °C e 11,3 °C as médias máxima e mínima, respectivamente. Outono e primavera são estações de transição.
A precipitação média anual é de 1 184,8 mm, sendo junho o mês mais seco, quando ocorrem apenas 15,6 mm. Em dezembro, o mês mais chuvoso, a média fica em 207,1 mm. Nos últimos anos, entretanto, os dias quentes e secos durante o inverno têm sido cada vez mais frequentes, não raro ultrapassando a marca dos 30 °C, especialmente entre julho e setembro. Em julho de 2011, por exemplo, a precipitação de chuva na cidade não passou dos 0 mm. Durante a época das secas e em longos veranicos em pleno período chuvoso também são comuns registros de queimadas em morros e matagais, principalmente na zona rural da cidade, o que contribui com o desmatamento e com o lançamento de poluentes na atmosfera, prejudicando ainda a qualidade do ar.
Segundo dados do Sistema de Monitoramento Agroclimático (Agritempo), coletados entre 2008 e 2014, a menor temperatura registrada em Ipanema foi de 9,6 °C, ocorrida no dia 17 de agosto de 2010, enquanto que a maior foi de 37,8 °C em 31 de outubro de 2012. De acordo com a Companhia de Pesquisa de Recursos Minerais (CPRM), desde 1941 o maior acumulado de chuva registrado em 24 horas em Ipanema foi de 216,4 mm no dia 26 de janeiro de 1979. Outros grandes acumulados foram de 213,2 mm em 11 de fevereiro de 1981, 168,6 mm em 15 de dezembro de 2014 e 164 mm em 30 de janeiro de 1979. Segundo o Instituto Nacional de Pesquisas Espaciais (INPE), o município é o 684º colocado no ranking de ocorrências de descargas elétricas no estado de Minas Gerais, com uma média anual de 1,9147 raios por quilômetro quadrado.
| Dados climatológicos para Ipanema | Dados climatológicos para Ipanema | Dados climatológicos para Ipanema | Dados climatológicos para Ipanema | Dados climatológicos para Ipanema | Dados climatológicos para Ipanema | Dados climatológicos para Ipanema | Dados climatológicos para Ipanema | Dados climatológicos para Ipanema | Dados climatológicos para Ipanema | Dados climatológicos para Ipanema | Dados climatológicos para Ipanema | Dados climatológicos para Ipanema | Dados climatológicos para Ipanema |
| Mês                               | Jan                               | Fev                               | Mar                               | Abr                               | Mai                               | Jun                               | Jul                               | Ago                               | Set                               | Out                               | Nov                               | Dez                               | Ano                               |
| --------------------------------- | --------------------------------- | --------------------------------- | --------------------------------- | --------------------------------- | --------------------------------- | --------------------------------- | --------------------------------- | --------------------------------- | --------------------------------- | --------------------------------- | --------------------------------- | --------------------------------- | --------------------------------- |
| Temperatura máxima média (°C)     | 28,5                              | 29                                | 29                                | 27,2                              | 25,9                              | 25                                | 24,5                              | 25,5                              | 26                                | 26,8                              | 27,4                              | 27,7                              | 26,8                              |
| Temperatura mínima média (°C)     | 17,7                              | 18                                | 18,2                              | 16,2                              | 13,8                              | 11,7                              | 11,3                              | 12,4                              | 14                                | 16,6                              | 17,6                              | 17,9                              | 15,4                              |
| Precipitação (mm)                 | 196                               | 103,5                             | 143                               | 73,5                              | 39,3                              | 15,6                              | 19,5                              | 25                                | 52,1                              | 121,8                             | 188,4                             | 207,1                             | 1 184,8                           |
| Fonte: Somar Meteorologia         |                                   |                                   |                                   |                                   |                                   |                                   |                                   |                                   |                                   |                                   |                                   |                                   |                                   |

## Demografia
Em 2022, a população foi estimada em 19 522 habitantes pelo censo daquele ano, realizado pelo Instituto Brasileiro de Geografia e Estatística (IBGE). Em 2010, a população era de 18 170 habitantes. Segundo o censo de 2010, 8 806 habitantes eram homens e 9 364 habitantes mulheres. Ainda segundo o mesmo censo, 14 200 habitantes viviam na zona urbana e 3 970 na zona rural. O IBGE considera Ipanema como um centro de zona B, ou seja, a cidade exerce influência preponderante sobre um ou mais municípios próximos; neste caso, sobre Taparuba. Da população total em 2010, 3 999 habitantes (22,01%) tinham menos de 15 anos de idade, 12 198 habitantes (67,13%) tinham de 15 a 64 anos e 1 973 pessoas (10,86%) possuíam mais de 65 anos, sendo que a esperança de vida ao nascer era de 75,9 anos e a taxa de fecundidade total por mulher era de 1,9.
Em 2010, a população ipanemense era composta por 8 213 brancos (45,20%), 1 173 negros (6,46%), 72 amarelos (1,40%), 8 705 pardos (47,91%) e sete indígenas (0,04%). Considerando-se a região de nascimento, 17 938 eram nascidos no Sudeste (98,72%), 119 no Nordeste (0,65%), 34 no Centro-Oeste (0,19%) e 41 no Sul (0,23%). 17 037 habitantes eram naturais do estado de Minas Gerais (93,77%) e, desse total, 11 848 eram nascidos em Ipanema (66,21%). Entre os 1 133 naturais de outras unidades da federação, São Paulo era o estado com maior presença, com 465 pessoas (2,56%), seguido pelo Espírito Santo, com 286 residentes (1,57%), e pelo Rio de Janeiro, com 150 habitantes residentes no município (0,82%).
O Índice de Desenvolvimento Humano Municipal (IDH-M) de Ipanema é considerado médio pelo Programa das Nações Unidas para o Desenvolvimento (PNUD), sendo que seu valor é de 0,693 (o 2105º maior do Brasil). A cidade possui a maioria dos indicadores próximos à média nacional segundo o PNUD. Considerando-se apenas o índice de educação o valor é de 0,586, o valor do índice de longevidade é de 0,848 e o de renda é de 0,670. De 2000 a 2010, a proporção de pessoas com renda domiciliar per capita de até meio salário mínimo reduziu em 43,9% e em 2010, 82,5% da população vivia acima da linha de pobreza, 11,7% encontrava-se na linha da pobreza e 5,7% estava abaixo e o coeficiente de Gini, que mede a desigualdade social, era de 0,524, sendo que 1,00 é o pior número e 0,00 é o melhor. A participação dos 20% da população mais rica da cidade no rendimento total municipal era de 57,9%, ou seja, 15,6 vezes superior à dos 20% mais pobres, que era de 3,7%.
De acordo com dados do censo de 2010 realizado pelo IBGE, a população de Ipanema está composta por: 12 266 católicos (67,51%), 4 324 evangélicos (23,80%), 16 espíritas (0,09%), 1 406 pessoas sem religião (7,74%) e os 0,86% restantes estavam distribuídos entre outras denominações cristãs. A Paróquia Santo Antônio, subordinada à Diocese de Caratinga, está sediada em Ipanema e abrange ainda ao município de Taparuba, estando dividida em 31 comunidades católicas em 2013 e sendo sede da Forania de Ipanema, que corresponde às paróquias de outras seis cidades (Conceição de Ipanema, Pocrane, Chalé, Santo Antônio do Manhuaçu, Mutum e Lajinha).

## Política e administração
A administração municipal se dá pelos Poderes Executivo e Legislativo. O Executivo é exercido pelo prefeito, auxiliado pelo seu gabinete de secretários. O atual prefeito é Walter Paulo de Oliveira, do Progressistas (PP), eleito nas eleições municipais de 2016 com 57,26% dos votos válidos e empossado em 1º de janeiro de 2017, ao lado de Mizim como vice-prefeito. O Poder Legislativo, por sua vez, é constituído pela câmara municipal, composta por onze vereadores. Cabe à casa elaborar e votar leis fundamentais à administração e ao Executivo, especialmente o orçamento participativo (Lei de Diretrizes Orçamentárias).
Em complementação ao processo Legislativo e ao trabalho das secretarias, existem também conselhos municipais em atividade, entre os quais dos direitos da criança e do adolescente, criado em 2002, tutelar (2002), direitos do idoso (2001), da pessoa com deficiência (2002) e de políticas para mulheres (2011). Ipanema se rege por sua lei orgânica e abriga uma comarca do Poder Judiciário estadual, de primeira entrância, tendo como termos os municípios de Conceição de Ipanema, Pocrane e Taparuba. O município possuía, em março de 2017, 15 151 eleitores, de acordo com o Tribunal Superior Eleitoral (TSE), o que representa 0,096% do eleitorado mineiro.

## Economia
No Produto Interno Bruto (PIB) de Ipanema, destacam-se a agropecuária e a área de prestação de serviços. De acordo com dados do IBGE, relativos a 2011, o PIB do município era de R$ 145 072 mil. 6 663 mil eram de impostos sobre produtos líquidos de subsídios a preços correntes e o PIB per capita era de R$ 7 920,93. Em 2010, 60,89% da população maior de 18 anos era economicamente ativa, enquanto que a taxa de desocupação era de 6,71%.
Salários juntamente com outras remunerações somavam 21 942 mil reais e o salário médio mensal de todo município era de 1,6 salários mínimos. Havia 539 unidades locais e 531 empresas atuantes. Segundo o IBGE, 74,75% das residências sobreviviam com menos de salário mínimo mensal por morador (4 489 domicílios), 18,35% sobreviviam com entre um e três salários mínimos para cada pessoa (1 102 domicílios), 2,45% recebiam entre três e cinco salários (147 domicílios), 1,52% tinham rendimento mensal acima de cinco salários mínimos (91 domicílios) e 2,95% não tinham rendimento (177 domicílios).
Setor primário
| Produção de cana-de-açúcar, milho e mandioca (2012) | Produção de cana-de-açúcar, milho e mandioca (2012) | Produção de cana-de-açúcar, milho e mandioca (2012) |
| --------------------------------------------------- | --------------------------------------------------- | --------------------------------------------------- |
| Produto                                             | Área colhida (hectares)                             | Produção (tonelada)                                 |
| Cana-de-açúcar                                      | 395                                                 | 27 650                                              |
| Milho                                               | 1 000                                               | 3 000                                               |
| Mandioca                                            | 30                                                  | 300                                                 |

Em 2011, a pecuária e a agricultura acrescentavam 16 955 mil reais na economia de Ipanema, enquanto que em 2010, 25,93% da população economicamente ativa do município estava ocupada no setor. Segundo o IBGE, em 2012 o município possuía um rebanho de 27 777 bovinos, 210 asininos, 759 equinos, 170 muares, 1 675 suínos e 16 775 aves, entre estas 5 430 galinhas e 11 345 galos, frangos e pintinhos. Neste mesmo ano, a cidade produziu 13 495 mil litros de leite de 10 568 vacas, 38 mil dúzias de ovos de galinha e 360 quilos de mel de abelha.
Na lavoura temporária, são produzidos principalmente a cana-de-açúcar (27 650 toneladas produzidas e 395 hectares cultivados), o milho (3 mil toneladas e mil hectares) e a mandioca (300 toneladas e 30 hectares), além do amendoim, do arroz e do feijão. Já na lavoura permanente, destacam-se a banana (480 toneladas produzidas e 40 hectares cultivados), o café (411 toneladas e 373 hectares) e a laranja (300 toneladas e 15 hectares), além do coco-da-baía e da tangerina.
Setores secundário e terciário
A indústria, em 2011, era o segundo setor mais relevante para a economia municipal. 20 302 reais do PIB municipal eram do valor adicionado bruto do setor secundário. A produção industrial ainda é incipiente na cidade, mesmo que comece a dar sinais de aprimoramento, sendo resumida principalmente à confecção de artigos de vestuário, à produção de móveis, à fabricação de produtos alimentícios e à extração de madeira e segundo o Departamento Nacional de Produção Mineral (DNPM), o município possui ainda reservas minerais de níquel. Em 2012, de acordo com o IBGE, foram extraídos 543 metros cúbicos de madeira em lenha e segundo estatísticas do ano de 2010, 0,72% dos trabalhadores de Ipanema estavam ocupados no setor industrial extrativo e 8,22% na indústria de transformação.
Também em 2010, 9,0% da população ocupada estava empregada no setor de construção, 1,34% nos setores de utilidade pública, 15,31% no comércio e 37,44% no setor de serviços e em 2011, 101 152 reais do PIB municipal eram do valor adicionado bruto do setor terciário. Na Feira Livre do Produtor Rural, no Centro de Ipanema, são comercializados produtos cultivados e produzidos pelos pequenos produtores do município, como frutas, hortaliças e doces.

## Infraestrutura

### Saúde e educação
Em 2009, o município possuía 13 estabelecimentos de saúde entre hospitais, pronto-socorros, postos de saúde e serviços odontológicos, sendo sete públicos municipais e seis privados e nove deles integrantes do Sistema Único de Saúde (SUS). Em 2012, 99,5% das crianças menores de 1 ano de idade estavam com a carteira de vacinação em dia. Em 2011, foram registrados 245 nascidos vivos, sendo que o índice de mortalidade infantil neste ano foi de 12,2 óbitos de crianças menores de cinco anos de idade a cada mil nascidos vivos. Em 2010, 2,84% das mulheres de 10 a 17 anos tiveram filhos (todas acima dos 15 anos) e a taxa de atividade entre meninas de 10 a 14 anos era de 7,64%. Do total de crianças menores de dois anos pesadas pelo Programa Saúde da Família em 2012, nenhuma apresentava desnutrição.
Na área da educação, o Índice de Desenvolvimento da Educação Básica (IDEB) médio entre as escolas públicas de Ipanema era, no ano de 2011, de 5,6 (numa escala de avaliação que vai de nota 1 à 10), sendo que a nota obtida por alunos do 5º ano (antiga 4ª série) foi de 6,3 e do 9º ano (antiga 8ª série) foi de 4,9; o valor das escolas públicas de todo o Brasil era de 4,0. Em 2010, 1,47% das crianças com faixa etária entre seis e quatorze anos não estavam cursando o ensino fundamental. A taxa de conclusão, entre jovens de 15 a 17 anos, era de 41,1% e o percentual de alfabetização de jovens e adolescentes entre 15 e 24 anos era de 97,7%. A distorção idade-série entre alunos do ensino fundamental, ou seja, com com idade superior à recomendada, era de 4,3% para os anos iniciais e 12,4% nos anos finais e, no ensino médio, a defasagem chegava a 22,9%. Dentre os habitantes de 18 anos ou mais, 38,70% tinham completado o ensino fundamental e 24,78% o ensino médio, sendo que a população tinha em média 9,97 anos esperados de estudo.
Em 2010, de acordo com dados da amostra do censo demográfico, da população total, 4 518 habitantes frequentavam creches e/ou escolas. Desse total, 33 frequentavam creches, 400 estavam no ensino pré-escolar, 257 na classe de alfabetização, 85 na alfabetização de jovens e adultos, 2 426 no ensino fundamental, 676 no ensino médio, 166 na educação de jovens e adultos do ensino fundamental, 16 na educação de jovens e adultos do ensino médio, nove na especialização de nível superior e 316 em cursos superiores de graduação. 13 652 pessoas não frequentavam unidades escolares, sendo que 11 187 nunca haviam frequentado e 2 465 haviam frequentado alguma vez. O município contava, em 2012, com 3 537 matrículas nas instituições de ensino da cidade e dentre as doze escolas que ofereciam ensino fundamental, nove pertenciam à rede pública municipal e doze à rede estadual. A única instituição que fornecia o ensino médio pertencia à rede pública estadual. A cidade conta também com um pólo da Universidade Aberta do Brasil (UAB), vinculado à Universidade Federal de Juiz de Fora (UFJF), atendendo a todos os municípios circunvizinhos.
| Ensino pré-escolar | 347   | 13  | 1  |
| Ensino fundamental | 2 527 | 128 | 12 |
| Ensino médio       | 663   | 29  | 1  |

### Habitação e serviços básicos
No ano de 2010, a cidade tinha 6 006 domicílios particulares permanentes. Desse total, 5 840 eram casas, 156 eram apartamentos, seis eram casas de vila ou em condomínios e quatro eram habitações em casa de cômodos ou cortiços. Do total de domicílios, 3 825 são imóveis próprios (3 804 já quitados e 21 em aquisição), 1 442 foram alugados, 721 foram cedidos (205 cedidos por empregador e 516 cedidos de outra forma) e 18 foram ocupados sob outra condição. Parte dessas residências conta com água tratada, energia elétrica, esgoto, limpeza urbana, telefonia fixa e telefonia celular. 4 567 domicílios eram atendidos pela rede geral de abastecimento de água (76,04% do total); 5 947 (99,01%) possuíam banheiros para uso exclusivo das residências; 4 843 (80,63% deles) eram atendidos por algum tipo de serviço de coleta de lixo; e 5 937 (98,85%) possuíam abastecimento de energia elétrica.
A criminalidade ainda é um problema presente em Ipanema. Entre 2009 e 2011, foram registrados dez homicídios (três em 2009, três em 2010 e quatro em 2011) e 17 óbitos por acidentes de trânsito (nove em 2010, três em 2010 e cinco em 2011). De 2006 a 2008, também foi registrada uma taxa de 11,2 suicídios a cada 100 mil habitantes, sendo o 136º colocado a nível estadual e o 1588º a nível nacional. O código de área (DDD) de Ipanema é 33 e o Código de Endereçamento Postal (CEP) vai de 36950-000 a 36952-999. No dia 10 de novembro de 2008, o município passou a ser servido pela portabilidade, juntamente com outros municípios com o mesmo DDD. A portabilidade é um serviço que possibilita a troca da operadora sem a necessidade de se trocar o número do aparelho. Em 1988, foi fundada a Rádio Ipanema, do grupo José Dias de Assis, uma das principais da região.
A responsável pelo serviço de abastecimento de energia elétrica no município é a Companhia Energética de Minas Gerais (Cemig). Segundo a empresa, em 2003 havia 6 036 consumidores e foram consumidos 10 363 733 KWh de energia. Já o serviço de abastecimento de água e coleta de esgoto da cidade é feito pela própria prefeitura, sendo que em 2008 havia 4 198 unidades consumidoras e eram distribuídos em média 2 900 m³ de água tratada por dia.

### Transportes
A frota municipal no ano de 2012 era de 6 962 veículos, sendo 3 025 automóveis, 235 caminhões, 22 caminhões-trator, 506 caminhonetes, 99 caminhonetas, 30 micro-ônibus, 2 697 motocicletas, 208 motonetas, 30 ônibus, 10 utilitários e 100 classificados como outros tipos de veículo. Ipanema possui acesso à rodovia federal BR-474, que conecta o município de Aimorés a Caratinga, interligando as regiões mineiras do médio rio Doce, Vale do Aço e Zona da Mata; e às rodovias estaduais MG-108, que começa em Pocrane e termina em Manhumirim, e MG-111, que se inicia em Ipanema e termina em Antônio Prado de Minas, na divisa com o Rio de Janeiro, cruzando municípios como Manhuaçu, Caparaó e Carangola. A cidade conta com um terminal rodoviário, com agências das viações Rio Doce, Vale do Piranga e Pássaro Verde.

## Cultura

### Instituições culturais
Ipanema conta com conselho municipal de cultura e conselho municipal de preservação do patrimônio, sendo ambos de caráter consultivo e deliberativo, paritários e criados em 2006. Também há legislações municipais de proteção aos patrimônios culturais material e imaterial, ministradas por uma secretaria municipal exclusiva, que é o órgão gestor da cultura no município. Dentre os espaços culturais, destaca-se a existência de uma biblioteca mantida pelo poder público municipal, teatros ou salas de espetáculos, estádios ou ginásios poliesportivos, clubes e associações recreativas, segundo o IBGE em 2005 e 2012.
O Centro Cultural de Ipanema, mantido pela Secretaria Municipal de Cultura, oferece à população em geral aulas e oficinas de dança, música, teatro, desenho e pintura, sendo uma das mantenedoras da Banda Municipal. Ocasionalmente, a Secretaria desenvolve em outros pontos do município, inclusive em povoados rurais, projetos como o cinema itinerante, biblioteca itinerante, o Festival de Teatro e o Concurso de Dança. O Museu Histórico e Cultural Jésus Schitini reúne fotografias e documentos que remontam a história municipal. Há existência de equipes artísticas de teatro, dança, bandas musicais, corais, blocos carnavalescos e grupos de desenho e pintura, de acordo com o IBGE em 2012. O artesanato também é uma das formas mais espontâneas da expressão cultural ipanemense, sendo que, segundo o IBGE, a principal atividade artesanal desenvolvida no município é o bordado.

### Atrativos e eventos
Dentre os principais eventos realizados regularmente em Ipanema, que configuram-se como importantes atrativos, destacam-se o Carnaval da cidade, o IpaFolia, em fevereiro ou março, com desfiles dos blocos carnavalescos do município e espetáculos musicais com bandas regionais durante quatro dias de festas; as celebrações da Semana Santa, em março ou abril; as celebrações do Corpus Christi, em maio ou junho; as festas juninas, entre junho e julho, com apresentações de quadrilha, espetáculos musicais e barraquinhas com comidas típicas; e as festividades do aniversário de emancipação política, que é comemorado em 7 de setembro, juntamente ao aniversário da Independência do Brasil, mas tem programação que envolve dias seguidos de espetáculos musicais e concursos.
A Festa do Queijo, que é organizada pela prefeitura em parceria com a Cooperativa Agropecuária de Ipanema (Capil), envolve uma feira gastronômica de alimentos derivados do queijo e doce de leite, além de espetáculos musicais e distribuição de alimentos à população. O município se destacou durante a Festa do Queijo de 2014 com a produção do maior queijo minas padrão do país, segundo a RankBrasil, com um total de 1 770 kg, além do maior doce de leite, com 507 kg. O Parque Natural Municipal Edmundo Kuhlmann Filho é um dos principais atrativos da cidade, contando com arborização, pista para caminhadas, viveiro de aves exóticas, playground e área de eventos. As praças da Matriz, Coronel Calhau e Genuíno Magalhães também contam com áreas de lazer e para descansos. Fora da cidade, o turismo rural se faz presente através de pesque-pagues, recantos, trilhas, fazendas e cachoeiras propícias a banhos situadas em propriedades rurais e as elevações rochosas da Serra da Pipoca são frequentemente utilizadas para escaladas e saltos em voo livre.

### Feriados
Em Ipanema há quatro feriados municipais e oito feriados nacionais, além dos pontos facultativos. Os feriados municipais são o dia de Santo Antônio, padroeiro municipal, comemorado em 13 de junho; o Corpus Christi, que em 2025 é celebrado no dia 19 de junho; o aniversário de emancipação política, comemorado em 7 de setembro, juntamente ao dia da Independência do Brasil; e o dia da Imaculada Conceição, em 8 de dezembro. De acordo com a lei federal nº 9.093, aprovada em 12 de setembro de 1995, os municípios podem ter no máximo quatro feriados municipais com âmbito religioso, já incluída a Sexta-Feira Santa.